# Ogończyk jednobarwny
Ogończyk jednobarwny (Synallaxis unirufa)  – gatunek małego ptaka z rodziny garncarzowatych (Furnariidae). Występuje w północno-zachodniej części Ameryki Południowej w Andach, od zachodniej Wenezueli do Peru. W Czerwonej księdze gatunków zagrożonych IUCN klasyfikowany jest jako gatunek najmniejszej troski (LC, ang. Least Concern).

## Systematyka
Takson ten po raz pierwszy zgodnie z zasadami nazewnictwa binominalnego opisał francuski ornitolog Frédéric de Lafresnaye w 1843 roku na łamach „Revue Zoologique, par la Société Cuvierienne”. Autor nadał mu nazwę Synnalaxis unirufus, a jako miejsce typowe podał Kolumbię, co uściślono później do okolic Bogoty. Badania molekularne wykazały, że gatunek jest najbliżej spokrewniony z ogończykiem czarnogardłym (Synallaxis castanea). Zwykle wyróżnia się cztery podgatunki:
- S. u. meridana Hartert & Goodson, 1917 – ogończyk czarnokantarowy,
- S. u. munoztebari Phelps, WH & Phelps, WH Jr, 1953 – ogończyk skromny,
- S. u. unirufa Lafresnaye, 1843 – ogończyk jednobarwny,
- S. u. ochrogaster Zimmer, JT, 1935 – ogończyk ochrowy[3].

### Etymologia
- Synallaxis: gr. συναλλαξις sunallaxis, συναλλαξεως sunallaxeōs „wymiana, zamiana”[12].
- unirufa: łac. unirufa / unirufus – łac. uni- pojedynczy, tylko, łac. rufus – rudy[6][13].

## Morfologia
Mały ptak o ciemnoczerwonobrązowych lub ciemnobrązowych tęczówkach, szarych lub ciemnoszarych nogach i stopach. Nie występuje dymorfizm płciowy. Dziób dosyć długi i cienki, czarny. Prawie jednolicie ubarwiony w kolorze jasnym rudym. Podbródek i gardło nieco jaśniejsze. Pomiędzy nasadą dzioba a okiem czarniawa plamka. Jest bardzo podobny do ogończyka czarnogardłego, od którego różni się rudym gardłem i 8 sterówkami (ogończyk czarnogardły ma ich 10). Osobniki młodociane są ciemniejsze i bardziej matowe, plama na gardle jest mniej widoczna, na głowie i dolnych częściach ciała pióra są ciemniejsze. S. u. meridana jest nieco jaśniejszy, na gardle końcówki piór mają czarne zabarwienie, ogon nieco dłuższy od podgatunku nominatywnego. S. u. munoztebari jest nieco bledszy, ma płowe czoło.
Długość ciała 16–18 cm; masa ciała 17–21 g.

## Zasięg występowania
Ogończyk jednobarwny występuje w północno-zachodniej części Ameryki Południowej w Andach, od zachodniej Wenezueli do Peru. Zasięg występowania (EOO, Extent of Occurrence) według szacunków organizacji BirdLife International obejmuje około 1,62 mln km², występuje w zakresie wysokości od 1200 do 3700 m n.p.m. Poszczególne podgatunki występują:
- S. u. meridana – w Andach zachodniej Wenezueli do departamentu Norte de Santander w północno-wschodniej Kolumbii.
- S. u. munoztebari – w górach Sierra de Perijá w północno-wschodniej Kolumbii i północno-zachodniej Wenezueli.
- S. u. unirufa – w kolumbijskich Andach, w Ekwadorze na zachodnich stokach Andów i skrajnej północnej części Peru na północ i zachód od rzeki Marañón.
- S. u. ochrogaster – w peruwiańskich Andach, na południe od rzeki Marañón i na południe do północnego Cuzco (Cordillera de Vilcabamba).

## Ekologia i zachowanie
Jego głównym habitatem są wilgotne lasy górskie, górskie lasy karłowate, gęsty podszyt i obrzeża lasów mglistych, często skupiska bambusów z rodzaju Chusquea; czasami spotykany jest w wysokich lasach wtórnych. Długość pokolenia jest określona na 3,8 roku. Ptak ten żeruje zazwyczaj w parach, czasami w stadach mieszanych. Raczej nie jest spotykany pojedynczo. Jest mało informacji na temat diety ogończyka jednobarwnego. Składa się głównie ze stawonogów. Zaobserwowano, że podejmuje pokarm z liści i niewielkich gałęzi na wysokości 1–2 m nad poziomem gruntu, czasami w wyższych warstwach do 4 m.

### Rozmnażanie
Prawie nie ma informacji o rozmnażaniu i gniazdowaniu tego gatunku. Podloty zaobserwowano w Kolumbii w kwietniu.

## Status
W Czerwonej księdze gatunków zagrożonych IUCN ogończyk jednobarwny jest uznawany za gatunek najmniejszej troski (LC, ang. Least Concern). Wielkość populacji nie jest oszacowana, ale gatunek ten opisywany jest jako dość pospolity. BirdLife International ocenia trend liczebności populacji jako stabilny ze względu na brak widocznych spadków populacji czy występowania istotnych zagrożeń.